# Драконова кровь

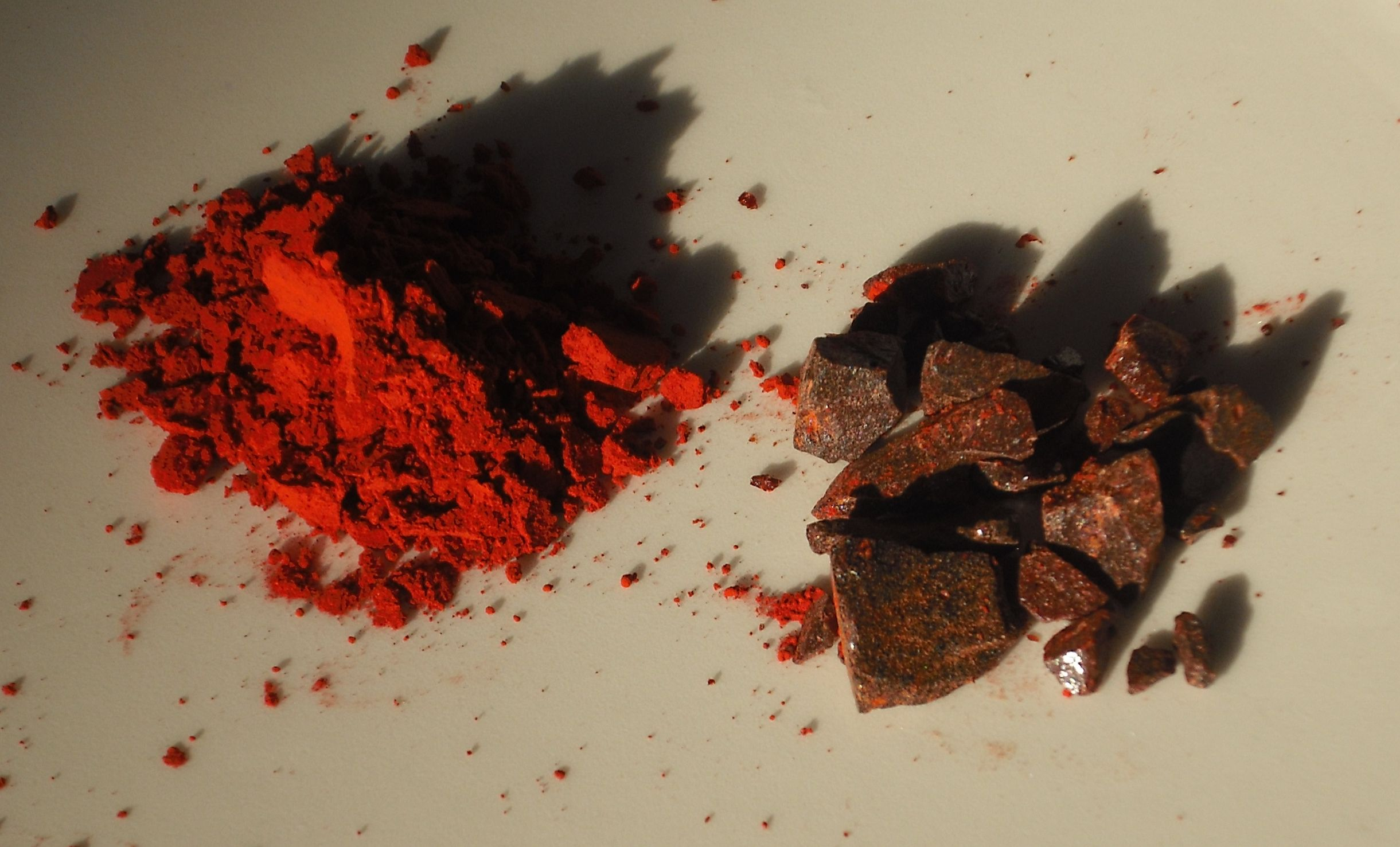
Драконова кровь из пальмы Daemonorops draco

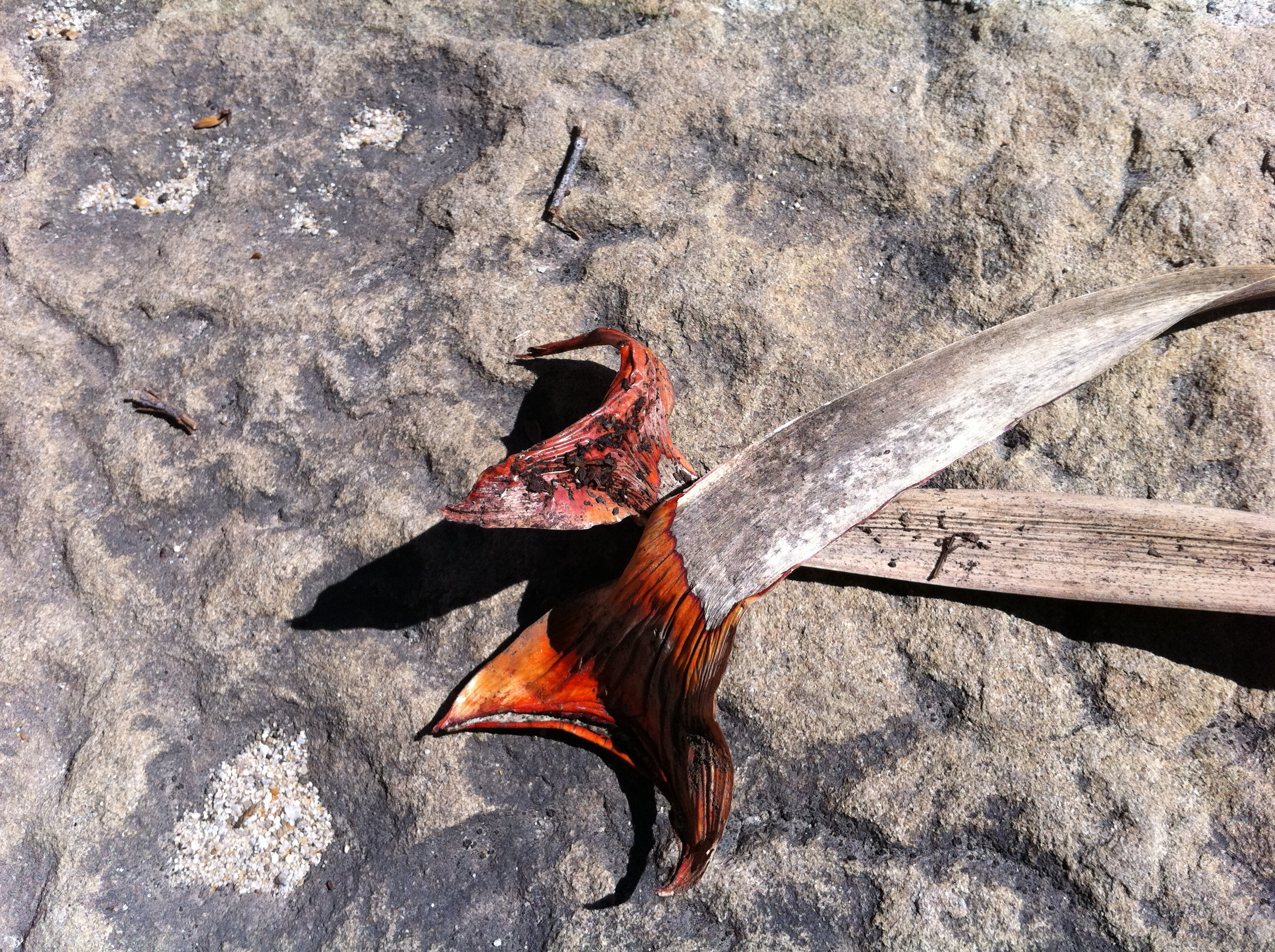
Высушенные листья Dracaena draco, в основании которых виден пигмент драконовой крови

Драко́нова кро́вь, или Драконья кровь, — общее наименование древесных смол различных растений, а также получаемых из них продуктов. Одинаковое название смол разных растений возникло в разных культурах независимо, причиной послужил их густой красный цвет. К источникам драконовой крови относятся различные виды растений из родов Драцена (Dracaena) семейства Спаржевые, Кротон (Croton) и Ятрофа (Jatropha) семейства Молочайные, Демоноропс (Daemonorops) и каламус (Calamus) семейства Пальмовые, Птерокарпус (Pterocarpus) семейства Бобовые.
Все эти смолы традиционно используются в народных ремёслах, художественных промыслах и в мебельной промышленности (как красители, полироли, лаки и их компоненты). Некоторые также применяются в народной медицине и в качестве благовоний. В настоящее время используются в биологически активных добавках, в парфюмерии и косметике.

## Получение и использование
В Европе «драконова кровь» была известна ещё античным грекам и римлянам. С древних времён она в высушенном виде использовалась в странах Средиземноморья в лекарственных целях, а также как краситель. Имелось два основных источника драконовой крови: драконовы деревья, которые растут на острове Сокотра (современное научное название — Dracaena cinnabari), и драконовы деревья из Марокко и Макаронезии (Dracaena draco).
Одно из наиболее древних упоминаний о «драконовой крови» имеется в древнегреческом географическом сочинении (мореходном руководстве) «Перипл Эритрейского моря» (др.-греч. Περίπλους τῆς Ἐρυθράς Θαλάσσης), написанном, предположительно, в первом веке нашей эры анонимным греческим купцом из Египта и содержащем описание побережья Красного и Аравийского морей. Про Сокотру (которая была известна древним грекам под названием Диоскурида) сказано, что здесь имеется «киноварь, называемая индийской, собираемая с деревьев в виде капель». Очевидно, имеется в виду древесная смола эндемика Сокотры — драцены киноварно-красной (Dracaena cinnabari); арабы называют эту смолу также «дам аль-ахавейн» («кровь двух братьев») и «кровь феникса». Известно, что «драконова кровь» использовалась и в Индии, в том числе в религиозных церемониях. Якут аль-Хамави, мусульманский учёный и писатель XIII века, сообщал про остров Сокотру, что оттуда привозят «дам аль-ахавейн», при этом она бывает двух видов: необработанная — чистая, с цветом, который является «самым красным из того, что создал Всевышний», и обработанная. «Драконова кровь» (современное местное название застывшей драконовой крови на сокотрийском языке — эмсэло) добывается на Сокотре и сегодня; для местного населения она имеет достаточно большое значение, активно применяясь и как лекарственное (в том числе в ветеринарии), и как косметическое средство. Свежую древесную смолу варят, затем формируют из неё лепёшки для хранения (местное название — и Уаха). В медицинских целях «драконову кровь» используют для заживления ран: размолов её в порошок, посыпают им раны или места укусов; как наружное противовоспалительное средство используют такой порошок, смешав его с водой. Этот порошок также смешивают с горячим молоком и пьют для восстановления сил при кровотечениях. Кроме того, «драконову кровь» применяют при болях в желудке. В косметических целях её используют женщины для смягчения кожи лица, а также для окрашивания кожи и ногтей (подобно тому, как в других регионах для этих целей применяют хну).
Драконову кровь из драцены драконовой (Dracaena draco) традиционно получали методом подсочки. Она не имеет ни запаха, ни вкуса, растворима в уксусной кислоте и других органических растворителях. Температура её плавления составляет 70 °C, при 210 °C она начинает разлагаться. Используется для получения лака, в народной медицине, а также для подкраски вин. Драконова кровь, обнаруженная в пещерах доисторических людей на Канарских островах, предположительно, использовалась для бальзамирования.
В народной медицине используется и смолистый сок красного цвета, выделяющийся ещё у одного африканского вида — драцены омбет (Dracaena ombet).
В традиционной китайской медицине под «драконовой кровью» обычно подразумевают смолу, извлечённую из Dracaena cochinchinensis; её используют для улучшения кровообращения при лечении различных травм, а также при застойных явлениях и различных болях.
Из растений рода Daemonorops добывают красную смолу также на Малакке, Суматре и Калимантане. Там она известна как jernang, jerenang, jeranang или jeronang (Daemonorops draco на языке бахаса так и называется — Rotan jernang besar). Все варианты этого слова означают собственно красную смолу ротанговых пальм («красный ладан»), однако на экспорт смола и её продукты также отправляются как «драконова кровь», так как в мире этот продукт известен именно под таким названием.
В Латинской Америке под названиями Sangre de drago и Sangre de Grago («кровь дракона») фигурирует смола растений рода Croton. Мексиканцы и испаноязычные жители США также иногда называют Sangre de drago сок ятрофы двудомной, цвет которого варьирует от красного до жёлтого.
Когда о «крови дракона» речь идёт как о красителе или даже как о фимиаме, её источник, вероятно, не особенно важен. Однако в последнее время официальная медицина обратила внимание на целебные свойства этой группы растительных препаратов и исследует их на предмет возможного медицинского применения. Различные популярные ресурсы при этом часто просто заявляют, что «драконова кровь полезна» и перечисляют через запятую все вещества, обнаруженные в носящих это название разных смолах различных деревьев, и все исследования, которые с ними проводились. Между тем, например, в исследовании на животных доказаны определённые радиопротекторные свойства смолы Dracaena cochinchinensis, а в смоле Croton lechleri обнаружено вещество крофелемер, обладающее противодиарейными свойствами и зарегистрированное FDA под названием Fulyzaq как лекарство от ВИЧ-ассоциированной диареи. Необходимо понимать, что это разные смолы, содержащие разные вещества, и что исследования одной ничего не говорят о химическом составе и целебных свойствах всех остальных.

## Список источников драконовой крови
Семейство Молочайные (Euphorbiaceae)
Род Кротон (Croton)
- Croton draconoides Müll. Arg.
- Croton draco Schltdl. & Cham.
- Croton lechleri Müll. Arg. — Кротон Лехлера
- Croton urucurana Baill.
- Croton xalapensis Kunth

Род Ятрофа (Jatropha)
- Jatropha dioica Sessé — Ятрофа двудомная

Семейство Пальмовые (Palmaceae)
Род Каламус (Calamus)
- Calamus rotang L.

Род Демоноропс (Daemonorops)
- Daemonorops didymophylla Becc.
- Daemonorops draco Blume — Демоноропс драконовый
- Daemonorops draconcellus Becc.
- Daemonorops mattanensis Becc.
- Daemonorops micracanthus Becc.
- Daemonorops micranthus Becc.
- Daemonorops motleyi Becc.
- Daemonorops propinquus Becc.
- Daemonorops rubra (Reinw. ex Blume) Mart.
- Daemonorops sabut Becc.

Семейство Спаржевые (Asparagaceae)
Род Драцена (Dracaena)
- Dracaena cambodiana Pierre ex Gagnep. — Драцена камбоджийская[8]
- Dracaena cinnabari Balf.f. — Драцена киноварно-красная, или Драконово дерево Сокотры[8]
- Dracaena cochinchinensis (Lour.) S.C.Chen — Драцена кохинхинская[10]
- Dracaena draco (L.) L. — Драконово дерево, или Драцена драконовая, или Канарское драконово дерево[7][8]

Семейство Бобовые (Fabaceae)
Род Птерокарпус (Pterocarpus)
- Pterocarpus officinalis Jacq.